# Bleggio Inferiore
Bleggio Inferiore és un antic municipi italià, dins de la província de Trento. L'any 2007 tenia 1.084 habitants. Limitava amb els municipis de Bleggio Superiore, Bocenago, Dorsino, Fiavè, Giustino, Lomaso, Massimeno, Ragoli, San Lorenzo in Banale, Stenico i Tione di Trento.
L'1 de gener 2010 es va fusionar amb el municipi de Lomaso creant així el nou municipi de Comano Terme, del qual actualment és una frazione.

## Administració
| Període | Identitat     | Partit        |
| ------- | ------------- | ------------- |
| 2005-   | Livio Calcera | Llista cívica |